# Galium hyrcanicum
Galium hyrcanicum är en måreväxtart som beskrevs av Carl Anton von Meyer. Galium hyrcanicum ingår i släktet måror, och familjen måreväxter. Inga underarter finns listade i Catalogue of Life.